# Lichter des Varieté
Lichter des Varieté (Originaltitel: Luci del varietà) ist eine italienische Romantische Komödie aus dem Jahr 1950. Es handelt sich um eine Co-Produktion von Federico Fellini und Alberto Lattuada, die auch gemeinsam am Drehbuch schrieben und Regie führten.
Für Fellini, der vor diesem Film hauptsächlich als Drehbuchschreiber gearbeitet hatte, stellte der Film den Beginn seiner Karriere als Regisseur dar. Lattuada hingegen war bereits eine bekannte Figur des italienischen Neorealismus.
Im Jahr 2008 wurde der Liebesfilm auf die offizielle, vom italienischen Kulturministerium gebilligte Liste „100 erhaltenswerte italienische Filme“ aufgenommen. Die 100 ausgewählten Filme entstanden zwischen 1942 und 1978 und haben das kollektive Gedächtnis Italiens maßgeblich geprägt.

## Handlung
Lichter des Varieté handelt von einer Gruppe von Schauspielern auf Tournee durch kleine Provinzstädte. Sie finden mehr schlecht als recht ein Auskommen, was sich durch die Aufnahme der schönen, talentierten Liliana in ihr Ensemble schlagartig verändert. Liliana sorgt allerdings nicht nur für ausverkaufte Vorstellungen, sondern bringt auch das Privatleben Checcos, des Direktors der Truppe, durcheinander. Nachdem er ihren Verführungskünsten nicht widerstehen kann, verlässt er mit ihr zusammen seine Geliebte Melina und das Varieté. Auf der Suche nach einem neuen Auskommen wird die einzige sich bietende Möglichkeit jedoch von Checcos Eifersucht zunichtegemacht, so dass Liliana ihn schließlich verlässt. Die Geschichte schließt sich kreisförmig, wenn Checco, wieder vereint mit seinem alten Ensemble, in einem Eisenbahnabteil auf dem Weg zu einem Auftritt eine hübsche junge Frau bemerkt.

## Kritik
Das Lexikon des internationalen Films schrieb, dass der Film auf die „späteren Meisterwerke“ des Regisseurs verweise. Zudem sei Lichter des Varieté eine „scharf beobachtende, mit Humor und Mitgefühl angereicherte Satire auf die Welt des Provinz-Varietés“.
Ennio Flaiano schreibt in einer Filmkritik in der Zeitschrift Il mondo:
Uno di meriti del film Luci del varietà ci sembra essere l'indifferenza che gli autori mostrano per quelle soluzioni drammatiche già provate da una lunga consuetudine, il sospetto con cui osservano queste eroine del momento che sono le miss o le aspiranti divette. C'è un breve quadro nel film giusto alla fine, in cui la protagonista, finalmente seminuda sul palcoscenico (come ha sempre sognato) manda baci al pubblico e ringrazia, con le lagrime agli occhi per gli applausi che vanno al suo corpo. E' un'apoteosi feroce, che corona tutta una serie di osservazioni sul carattere dei comici, sul loro concetto del successo e dell'arte, e che pongono pertanto questo film (che non manca di difetti) su un piano insolito, al di sopra del genere ameno [...],
was in einer (freien) deutschen Übersetzung lautet
Eines der Verdienste des Films Lichter des Varieté scheint mir die Indifferenz zu sein, welche die Autoren gegenüber den bereits zur Genüge ausgereizten dramatischen Möglichkeiten des Stoffes zeigen, der Argwohn, mit dem sie diese kleinen Starlets beobachten. In einer kurzen Szene gegen Ende des Films steht die Hauptdarstellerin halbnackt auf der Bühne, so wie sie es sich immer erträumt hatte, verteilt Handküsse ans Publikum und ist zu Tränen gerührt durch den Applaus, der an ihren Körper brandet. Dies ist eine grausame Verklärung, die eine ganze Serie von Beobachtungen über die Einstellung der Charaktere zur Bedeutung von Erfolg und Kunst krönt, und die diesen Film (der nicht frei von Fehlern ist) auf ein außergewöhnliches Niveau heben, oberhalb des Durchschnitts auf jeden Fall.